# Northumberland (circonscription fédérale néo-brunswickoise)
Pour les articles homonymes, voir Northumberland.
Northumberland était une circonscription électorale fédérale du Nouveau-Brunswick, Canada, dont le représentant a siégé à la Chambre des communes de 1867 à 1955. 

## Histoire
Cette circonscription a été créée par l'Acte de l'Amérique du Nord britannique en 1867 et correspondait au Comté de Northumberland. Elle faisait partie des 15 circonscriptions fédérales originelles et son nom fut modifié en Northumberland—Miramichi en 1955.

## Liste des députés successifs
Cette circonscription fut représentée par les députés suivants :
|  | Législature | Date élection     | Député                   | Profession   | Parti                 |
|  | ----------- | ----------------- | ------------------------ | ------------ | --------------------- |
|  | 1re         | 7 août 1867       | John Mercer Johnson      | Avocat       | Libéral               |
|  | ¹           | 24 décembre 1868  | Richard Hutchison        | Marchand     | Libéral               |
|  | 2e          | 20 juillet 1872   | Peter Mitchell           | Avocat       | Indépendant           |
|  | 3e          | 22 janvier 1874   | Peter Mitchell           | Avocat       | Indépendant           |
|  | ²           | 5 février 1878    | Peter Mitchell           | Avocat       | Indépendant           |
|  | 4e          | 17 septembre 1878 | Jabez Bunting Snowball   | Marchand     | Libéral               |
|  | 5e          | 20 juin 1882      | Peter Mitchell           | Avocat       | Indépendant           |
|  | 6e          | 22 février 1887   | Peter Mitchell           | Avocat       | Indépendant           |
|  | 7e          | 5 mars 1891       | Michael Adams            | Avocat       | Conservateur          |
|  | ³           | 6 février 1896    | James Robinson           | Marchand     | Conservateur          |
|  | 8e          | 23 juin 1896      | James Robinson           | Marchand     | Conservateur          |
|  | 9e          | 7 novembre 1900   | James Robinson           | Marchand     | Conservateur          |
|  | 10e         | 3 novembre 1904   | William Stewart Loggie   | Marchand     | Libéral               |
|  | 11e         | 26 octobre 1908   | William Stewart Loggie   | Marchand     | Libéral               |
|  | 12e         | 21 septembre 1911 | William Stewart Loggie   | Marchand     | Libéral               |
|  | 13e         | 17 décembre 1917  | William Stewart Loggie   | Marchand     | Parti du Gouvernement |
|  | 14e         | 6 décembre 1921   | John Morrissy            | Marchand     | Libéral               |
|  | ⁴           | 7 octobre 1924    | William Bunting Snowball | Marchand     | Libéral               |
|  | 15e         | 29 octobre 1925   | Charles Elijah Fish      | Entrepreneur | Conservateur          |
|  | 16e         | 14 septembre 1926 | Charles Joseph Morrissy  | Comptable    | Libéral               |
|  | 17e         | 28 juillet 1930   | George Manning McDade    | Avocat       | Conservateur          |
|  | 18e         | 14 octobre 1935   | John Patrick Barry       | Avocat       | Libéral               |
|  | 19e         | 26 mars 1940      | Joseph Leonard O'Brien   | Marchand     | Gouvernement National |
|  | 20e         | 11 juin 1945      | John William Maloney     | Marchand     | Libéral               |
|  | 21e         | 27 juin 1949      | George Roy McWilliam     | Rédacteur    | Libéral               |
|  | 22e         | 10 août 1953      | George Roy McWilliam     | Rédacteur    | Libéral               |

¹ Élection partielle à la suite du décès de John Mercer Johnson
² Élection partielle à la suite de la démission de Peter Mitchell
³ Élection partielle à la suite de la nomination de M. Adams au Sénat
⁴ Élection partielle à la suite du décès de M. Morrissy